# Ботанічний заказник Юницького
Ботанічний заказник імені Костянтина Юницького — один з об'єктів природно-заповідного фонду Луганської області, ботанічний заказник загальнодержавного значення.

## Розташування
Розташований біля сіл Городище і Попівка Старобільського району Луганської області.

## Загальна характеристика
Ландшафт ботанічного заказника Юницького є типовим для Східної України. Він представлений комплексом захисних лісових насаджень, сільськогосподарських угідь, ділянок цілинного степу, луків, природних лісів, штучних і природних водойм і боліт. Зберігає територію Старобільської ділянки «Особливої експедиції з іспиту та обліку різних засобів ведення лісового і водного господарства в степах Росії», організовану в 1892 р. В. В. Докучаєвим.
У 2010 р. увійшов до складу регіональний ландшафтний парк «Біловодський»

## Ландшафтний склад
Степи — 0 %,

умовно-природні ліси — 60 %,

штучні ліси — 40 %,

водойми — 0 %,

орні землі — 0 %,

населені пункти — 0 %.

## Історія
У 1891 році після сильної посухи і пилових бур на півдні Російської імперії, що спричинили неврожаї, царський уряд під тиском передової громадськості створив особливу експедицію, яка повинна була виробити принципи і методи раціонального ведення сільського господарства в посушливих чорноземних областях. Її очолив географ і ґрунтознавець професор Василь Докучаєв. Однією з трьох експериментальних ділянок була територія біля села Городище, що звалася Старобільською ділянкою. За визначенням професора Докучаєва, це був «типовий зразок відкритого напівбур'янного степу, як би навмисно виставлений на волю бурям, вітрам, зною і посусі». Завданням ділянки було випробувати різні прийоми захисного лісорозведення та раціонального використання поверхневих талих і зливових вод.
На верхівці балки Бересток були створені станція і лабораторія із всебічного дослідження степу. З 1892 по 1899 рік тут вже зростало близько 90 гектарів насаджень, якими повністю були закріплені і заліснені Криничний і суміжні з ним яри. Вчений хотів за допомогою цих прийомів навчити місцеве населення закріплювати яри, обводнювати степ і захищати ґрунт від руйнівної дії ерозії. З деревних порід тут висаджувалися ясен, берест, клен, липа, дуб, різноманітні кущі.

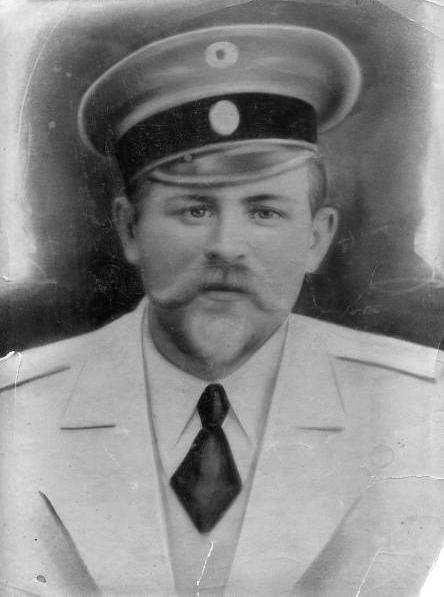
Костянтин Іванович Юницький

У 1899 році через припинення фінансування експедиція завершила свою роботу. Старобільську ділянку перетворили на Деркульське лісництво. Лісові посадки тут продовжив соратник професора Докучаєва — Костянтин Іванович Юницький. Він заклав дендрарій, розширив об'єм лісових посадок. Костянтин Юницький керував проектом з 1894-го до 1906-го року. За цей час заліснена територія досягла розмірів 5 тисяч гектарів. Велика частина цих насаджень збереглася до кінця 20 століття. У народі їх називають Докучаєвськими смугами.
В кінці 1940-х років, у часи станція була відновлена на меншій площі (916 га). На ній працювали фахівці з полезахисних експедицій АН СРСР, потім було створено Юницьке дослідне лісництво Луганської агромеліоративної науково-дослідної станції Мінлісгоспу України.
7 грудня 1971 рішенням виконкому Луганської обласної ради народних депутатів колишня Старобільська ділянка експедиції В. В. Докучаєва на площі 916 га була оголошена пам'яткою природи. 28 жовтня 1974 р. урочище Юницького оголошено ботанічним заказником республіканського значення. У будинку, де жив К. І. Юницький, створено музей, що відображає історію степового лісорозведення.
У 2005 році Указом Президента України площу заказника було збільшено з 916 до 1065 га. Територія заказника була розширена за рахунок приєднання урочища Попове площею 149,0 га, розташованого в 3 км на південь від села Городище.
В умовах постійного недофінансування 1990-х і 2000-х років заказник зберігся завдяки безоплатним зусиллям декількох людей, серед яких подружжя сільських вчителів Микола і Віра Аннусови.

## Флора

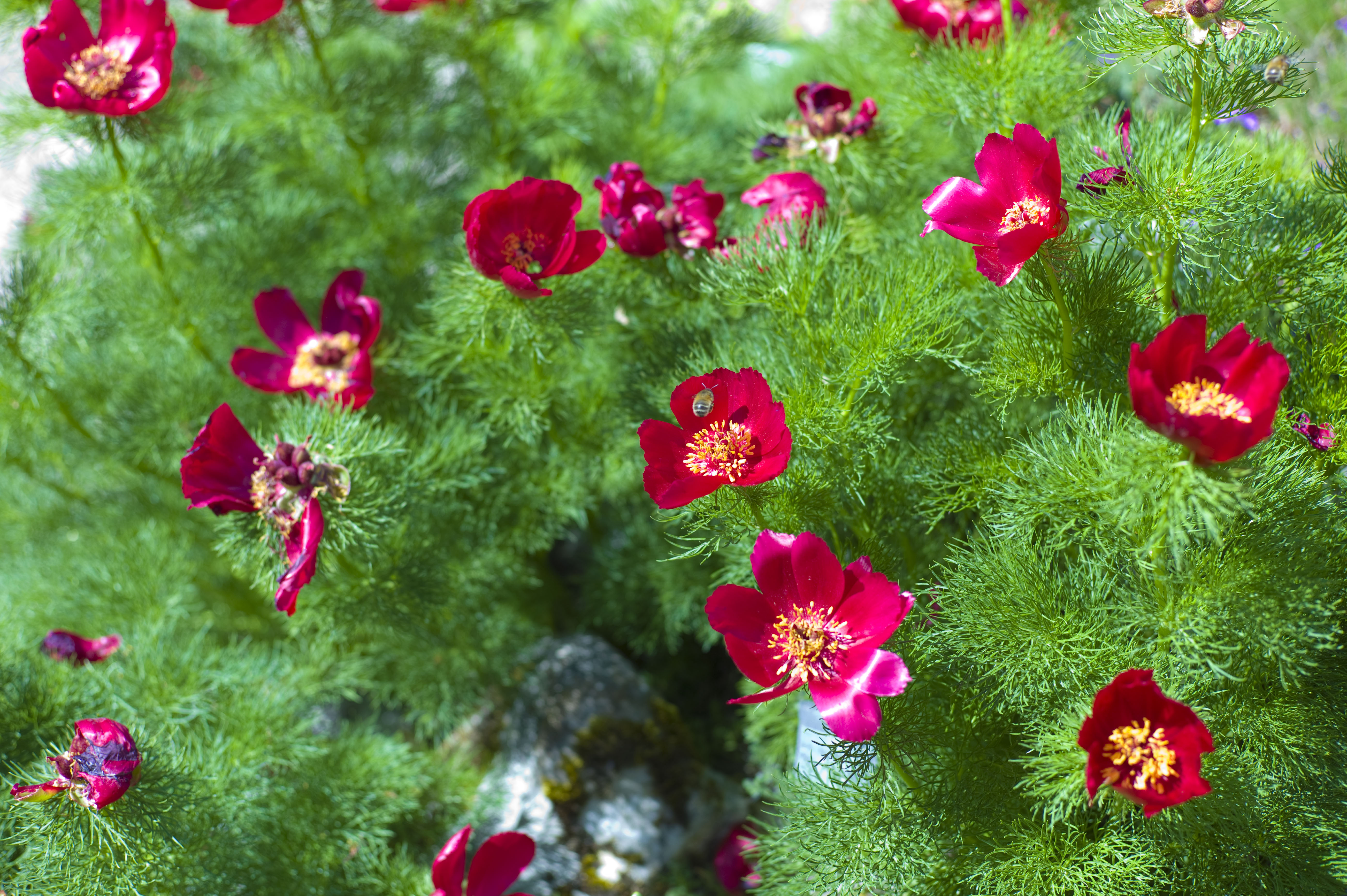
Півонія тонколиста

Природна флора заказника налічує близько 480 видів судинних рослин. 12 з них занесені до Червоної книги України. Три червонокнижні види пов'язані із заплавними луками та болотами (косарики тонкі, рябчик малий, зозулинець болотний), сім — зі степовими ділянками (ковили Залеського, Лессінга, вузьколиста, волосиста, тюльпан змієлистий, півонія тонколиста, громовик донський), два — з заплавними дібровами (рябчик руський та тюльпан дібровний).
На березі Деркула зростають верби, посаджені К. І. Юницьким — попеляста, кошикова, мигдалеподібна, зелена та інші. На заплавних луках з озерцями та болотами зустрічаються наступні види рослин — рябчик малий, рапонтікум серпоподібний, оман високий, півники болотні і солелюбні, зозулинець болотний, калюжниця болотна, численні види із родин осокових і ситникових. На підвищених місцях заплави з піщаним ґрунтом, в штучному масиві сосни звичайної зростає ваточник сирійський — північноамериканська рослина, посаджена в період роботи експедиції.
У весняний період природні заплавні діброви вкриває суцільний килим із ефемероїдів: проліска сибірська, анемоноідес жовтецевий, пшінка весняна, ряст щільний тощо.
У болотополевих лісах поблизу берега річки наявні зарості рідкісної в Донбасі лікарської рослини із родини зонтичних — дудника лісового.
Більше половини території заказника займають штучні лісові насадження різного віку і породного складу. Серед них є
насадження дубу звичайного, сосни кримської, є також насадження зі змішаним складом деревних і чагарникових порід.
Степова рослинність в заказнику приурочена до схилів Криничного яру. У верхів'ях яру в оточенні лісових насаджень ще з
часів В. В. Докучаєва зберігається ділянка одвічно цілинного степу площею 14,0 га. Вона є залишком Деркульського степу, перший опис якого зробив Гаврило Іванович Танфільєв під час роботи в експедиції Докучаєва. На ділянці заповідного степу зростає близько 250 видів судинних рослин, п'ять з яких занесено до Червоної книги України.

## Фауна

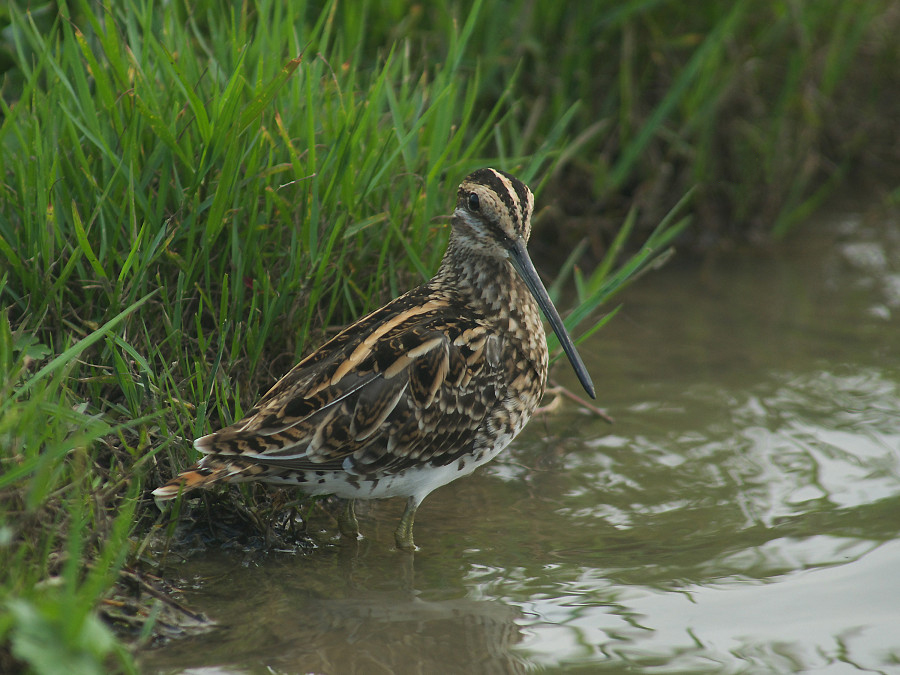
Баранець звичайний

Тваринний світ заказника досить різноманітний. Тут зустрічаються як типово степові, так і лісові мешканці. Орнітологи налічують близько півтораста видів птахів як перелітних, так і тих, що гніздяться і залишаються на зимівлю. Тут збереглися невеликі популяції дрохви і хохітви, значно частіше можна зустріти орла, яструба, вальдшнепа, сіру куріпку, фазана, перепілку звичайну, дикого голуба. У болотистій заплаві і по берегах Деркула чимало болотної дичини: баранців, водяних курочок, качок, лисок і крижнів. Серед співучих птахів тут мешкають вивільга, сойка, соловейко, лісова горлиця, зозуля та інші.
Серед звірів, поширеним в цьому районі є бабак степовий. У лісах можна зустрічаються лосі, сарни, дикі кабани. Є тут також лисиця звичайна, заєць-русак, куниця лісова, сліпак, тхір степовий, кріт, борсук, вовк.

## Дендрарій

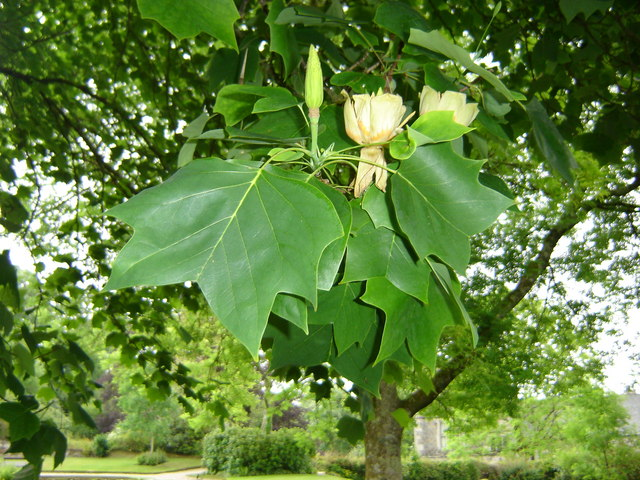
Тюльпанне дерево американське

В дендрарії, закладеному В. В. Докучаєвим і К. І. Юницьким зростають 270 видів деревно-чагарникових рослин, не характерних для місцевої флори порід. Тут представлені різноманітні хвойні породи: ялина європейська і колюча, Енгельмана, біота східна, туя західна, модрина європейська, ялівці звичайний і віргінський, сосни звичайна, австрійська, Веймутова, гірська. Зростають листяні дерева і чагарники — різні види бузку, барбарису, ломиносу, деревогубцю, катальпа бігнонієвидна, магонія падуболиста, аморфа чагарникова, жимолості татарська (форми біла і рожева), Маака, золотий дощ звичайний, види карагани, маклюра помаранчева, обліпиха крушиновидна, горіхи маньчжурський і гірський, птелея трилиста, пухирчастоплідник, різні види шипшини (клейка, найколючіша, зморшкувата, кокандська тощо), скумпія шкіряста, черемха віргінська, Маака, пізня, ясени високий, зелений, маньчжурський, пенсильванський, гостроплідний, різні види спіреї, псевдотсуга, чингіль сріблястий, японський, тюльпанне та кам'яне дерева, тощо.
В дендрарії встановлені погруддя вченим-засновникам науки про степове лісорозведення — В. В. Докучаєву і Г. М. Висоцькому. Неподалік від будинку розташована могила К. І. Юницького, який загинув у 1918 р. від рук мародерів.

## Галерея

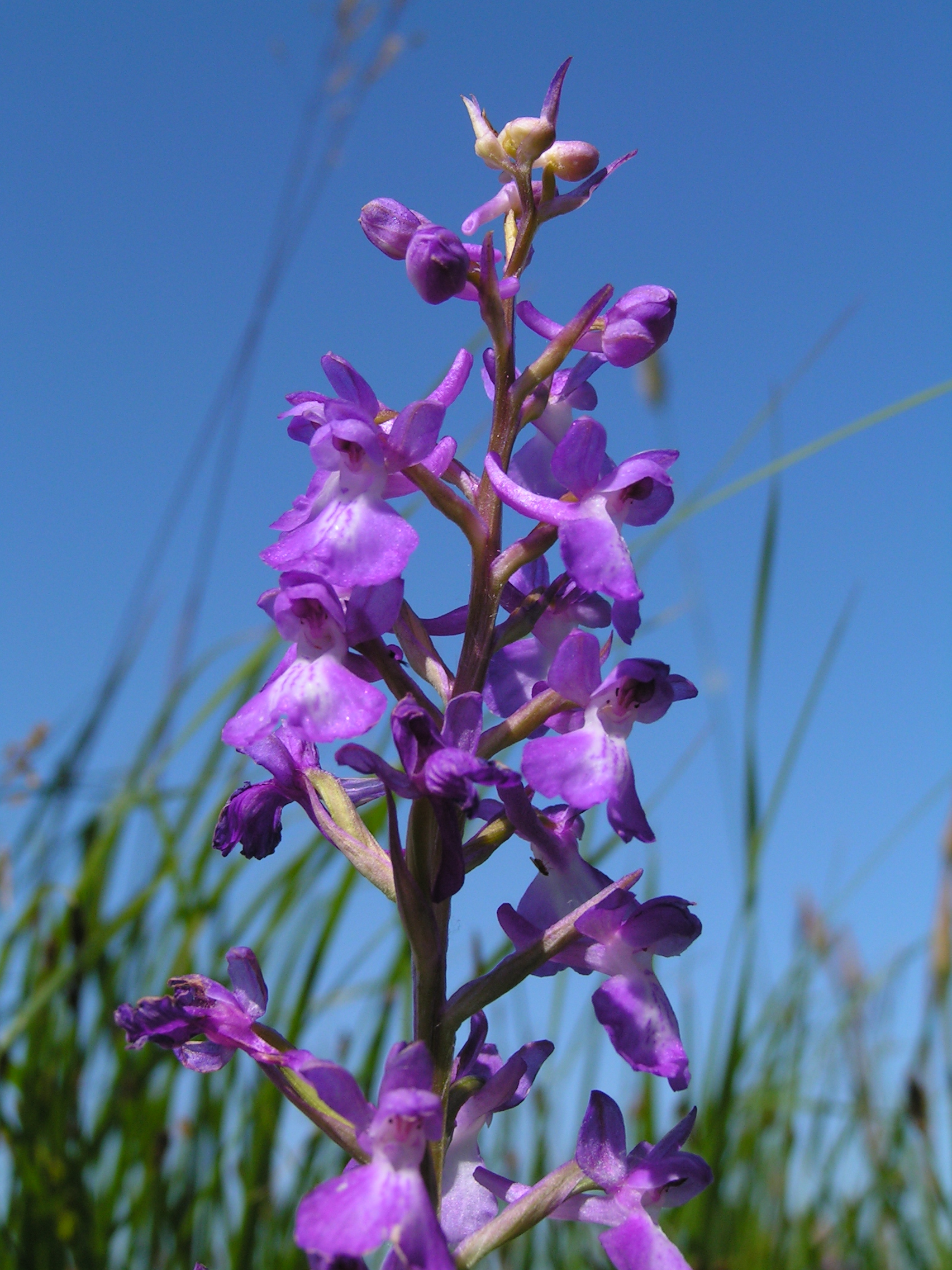
Плодоріжка болотна
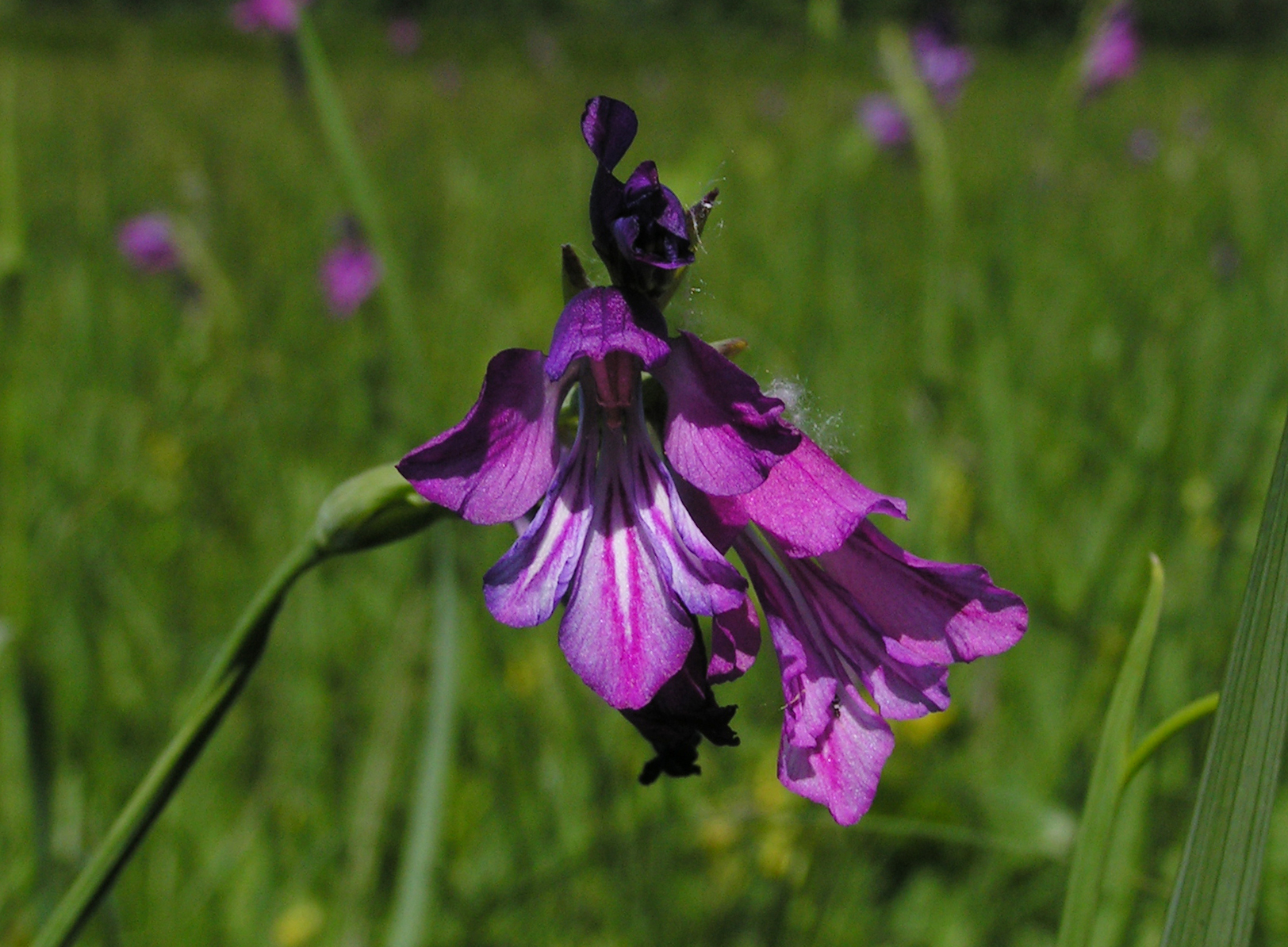
Косарики тонкі
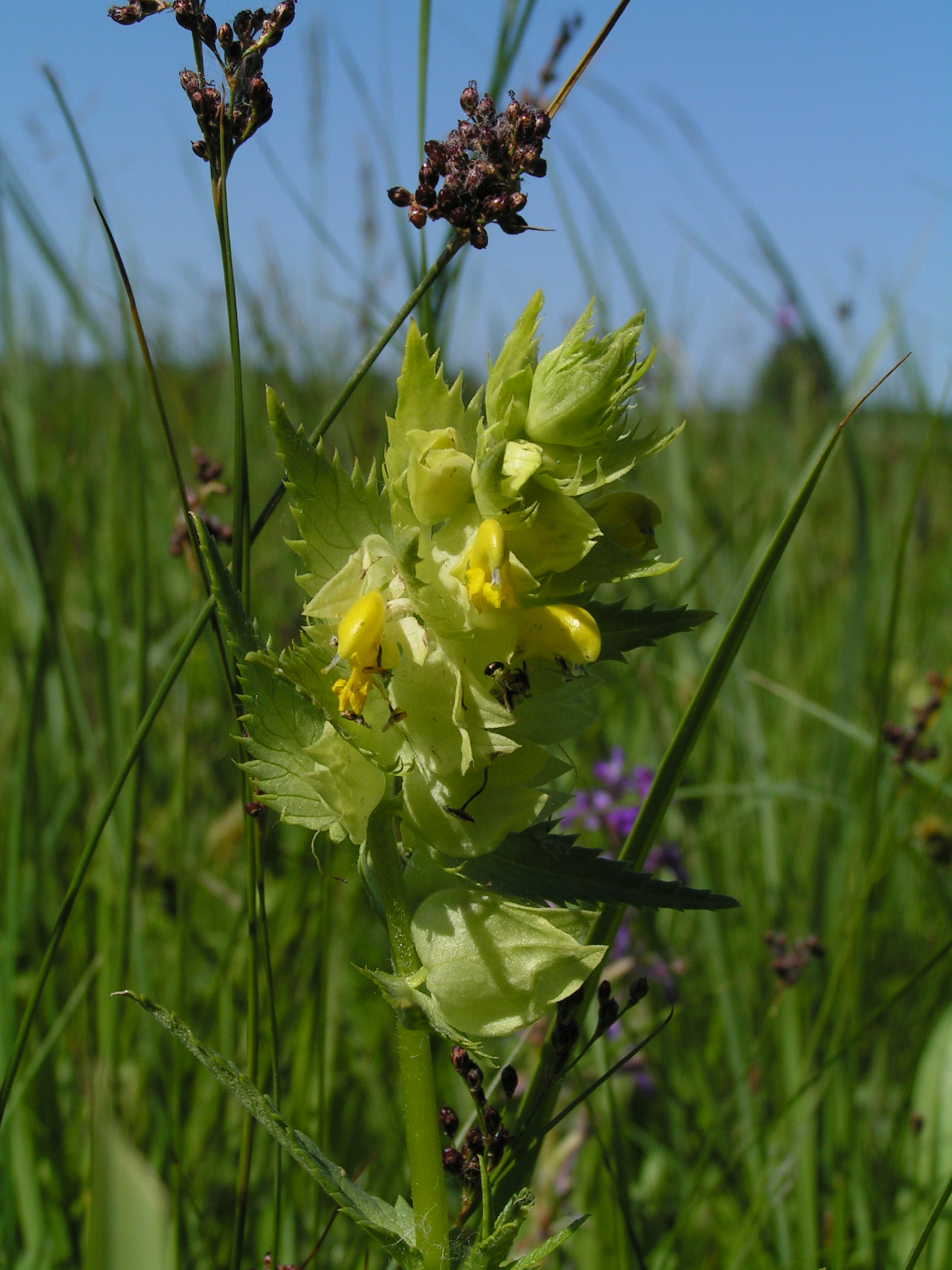